# Renneville (Eure)
Renneville település Franciaországban, Eure megyében. Lakosainak száma 207 fő (2022. január 1.). Renneville Bourg-Beaudouin, Letteguives, Perriers-sur-Andelle, Radepont és Fresne-le-Plan községekkel határos.

## Népesség
A település népessége az elmúlt években az alábbi módon változott:
| Lakosok száma | 110  | 150  | 200  | 240  | 194  | 196  | 197  | 194  | 191  | 207  |
|               | 1968 | 1982 | 1990 | 2006 | 2013 | 2015 | 2017 | 2019 | 2020 | 2022 |